# یوزف اشمیت
یوزف اشمیت (لهستانی: Józef Szmidt؛ زادهٔ ۲۸ مارس ۱۹۳۵) ورزشکار پرش سه‌گام اهل لهستان است.
وی در مسابقات کشوری و بین‌المللی در مجموع برندهٔ ۴ مدال طلا شده‌است.